# 僕にはまだ友だちがいない
『僕にはまだ友だちがいない 大人の友だちづくり奮闘記』は、中川学によるコミックエッセイ作品、およびこれを原作としたテレビドラマ。
『コミックエッセイ劇場』（メディアファクトリー）にて連載。単行本は全1巻。『青山ワンセグ開発』（NHK Eテレ）バトル3内にてドラマ化。バトル3をファイナルまで勝ち抜き、レギュラー放送を獲得。主演は浜野謙太、制作はクリエイティブネクサス。